# Pedro Martínez Montávez
Pedro Martínez Montávez   (Jódar, 30 de juny de 1933 - Madrid, 14 de febrer de 2023) fou un arabista espanyol.

## Biografia
Membre d'una família camperola, en acabar la Guerra Civil espanyola es traslladaren tots a Madrid. El 1956 es llicencià en filologia semítica i en història a la Universitat Complutense de Madrid, on es doctorà en filosofia i lletres el 1963. Entre 1958 i 1962 fou director del Centre Cultural Hispànic (actual Institut Cervantes) del Caire, i al mateix temps director de la Secció d'espanyol en la Facultat de Llengües de la Universitat del Caire. Entre 1962 i 1969 fou professor a la Universitat Complutense i entre 1970 i 1971 catedràtic d'història de l'Islam a la Universitat de Sevilla. El 1971 es traslladà a la Universitat Autònoma de Madrid, de la qual fou vicedegà i rector, així com director del departament d'àrab i Islam i de l'Institut d'Estudis Orientals i Africans.
Era membre de l'Acadèmia de la Llengua Àrab d'Amman i ha estat president de l'Associació d'Amics del Poble Palestí.
El seu treball s'ha centrat en el camp del pensament i la literatura àrab contemporanis, terreny en el qual ha estat precursor dins de l'arabisme espanyol, més centrat fins llavors en l'estudi del llegat andalusí i en l'àrab com a llengua clàssica. El seu treball ha estat crucial per a donar a conèixer al públic hispanoparlant autors contemporanis com Naguib Mahfuz, Nizar Qabbani, Mahmoud Darwish i molts d'altres.
El 1983 fou nomenat fill predilecte de Jódar per un acord unànime de l'Ajuntament, així com Escut d'Or de la ciutat de Jódar, el seu carrer natal, l'antiga Vistahermosa, porta des de 1987 el seu nom, així com l'Aula Magna de l'Institut de Batxillerat "Juan López Morillas" de Jódar.
El novembre de 1996 va ser membre del Tribunal Internacional per Crims Contra la Humanitat Comesos pel Consell de Seguretat de Nacions Unides a l'Iraq, iniciativa cívica d'intel·lectuals, polítics i professionals del dret contraris a les tràgiques conseqüències de l'embargament sobre la població civil del país mesopotàmic.
Va pertànyer al Consell Assessor de la Casa Àrab. L'any 2010 va rebre la "Medalla d'Or d'Andalusia", concedida per la Junta d'Andalusia.

## Obres
- Poesía árabe contemporánea (1958)
- Poemas amorosos árabes, antología de Nizar Qabbani (1965)
- Poetas palestinos de resistencia (1974)
- Perfil del Cádiz hispanoárabe (1974)
- Exploraciones en literatura neoárabe (1977)
- Ensayos marginales de arabismo (1977)
- El poema es Filistín. Palestina en la poesía árabe actual (1980)
- Introducción a la literatura árabe moderna (1985)
- Literatura árabe de hoy (1990).